# 卡爾 (黑森-菲利普斯塔爾-巴希費爾德)
卡爾（德語：Karl von Hessen-Philippsthal-Barchfeld，1784年6月27日—1854年7月17日），黑森-菲利普斯塔爾-巴希費爾德伯爵，1803年至1854年在位。

## 家庭
1823年，卡爾和本特海姆-施泰因富特親王路德維希·威廉·蓋爾德里庫斯·恩斯特的女兒索菲（Sophie）結婚，兩人共有四個兒子：
1. 維克多（1824年—1846年）
2. 亞歷山大（1826年—1841年），早逝
3. 亞歷克西斯（1829年—1905年）
4. 威廉（1831年—1890年）